# Bejla
Bejla (fornnordiska Beyla) var i nordisk mytologi en tjänarinna hos guden Frej. Hon var maka till Byggvir. Bejla var den som fördelade mälden. I en träta mellan Loke och hennes man blev hon kallad "smutsig trälinna". 